# Tisonnier

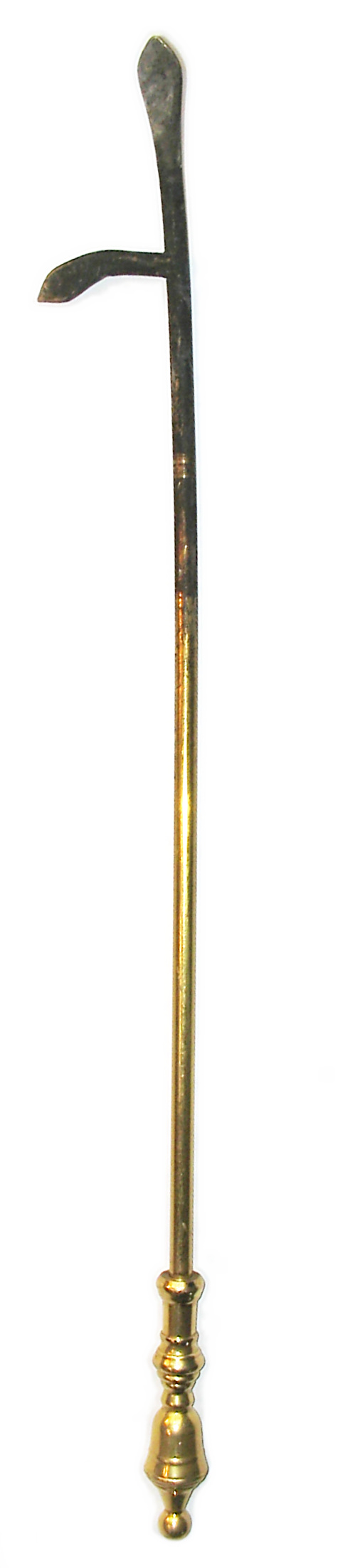
Tisonnier en laiton.

Un tisonnier (du latin titio « morceau de bois incandescent, brandon »), plus rarement appelé attisoir, est un accessoire de foyer.  C'est un instrument généralement en métal (le plus souvent en fer forgé, mais aussi en bronze ou en laiton), étroit et long, qui est utilisé pour attiser le feu ou pour faire tomber la cendre d'un foyer. Il sert originellement à remuer les tisons comme son étymologie le suggère, mais peut également être employé pour soulever un couvercle d'une plaque ou d'une grille de cuisinière, lever une bûche, une broche.
Il est parfois dans un kit ou un porte-instruments appelé serviteur comprenant une brosse, une balayette et une pelle à cendres, une pince à braises, un soufflet. Le serviteur de cheminée est très en vogue au XIXe siècle et est souvent orné d'une tête en bronze ouvragée.
Il se distingue du ringard, longue barre de fer qui sert à remuer le charbon ardent, le métal en fusion ou les scories. 
La légende du jeu de poker rattache son nom anglais au verbe to poke, « donner un petit coup », « tisonner » (d'où a poker, un tisonnier), de même étymologie que l'allemand pochen

## Familles

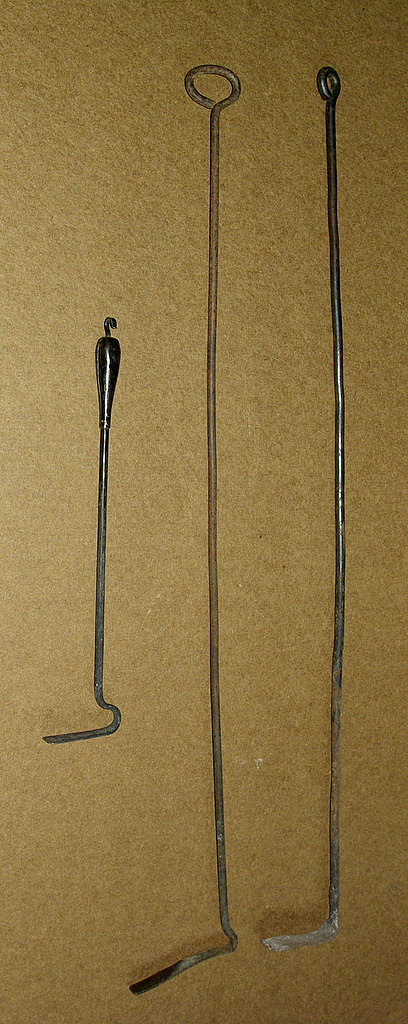
Tisonniers avec leur suspension en crochet et en anneau.

Typiquement, le tisonnier a une longue tige avec un système de suspension (bouton, anneau ou crochet parfois en forme de col de cygne sculpté, précédé ou non de poignée) à une des extrémités. Selon la forme de l'autre extrémité qui touche les tisons, on distingue plusieurs familles :
- Tisonnier : extrémité en équerre qui permet d’attiser le feu, mais aussi de tirer ou pousser la cendre et la braise, d'être utilisé comme levier pour soulever un couvercle d'une plaque ou d'une grille de cuisinière, lever une bûche, une broche.

- Crochet de foyer : extrémité en crochet, qui lui permet également de soulever un couvercle ou lever une bûche, mais aussi de remuer la grille ou la plaque d’une cuisinière, d’un poêle.

- Pique-feu : extrémité terminée en pointe ou en lancette, droite ou légèrement incurvée, servant à lever une bûche, à gratter et à remuer les braises, à manier les broches.

- Hache à braises[3] : extrémité en forme de petite hache pour fendre les gros morceaux de braises, utilisée particulièrement dans les hauts-fourneaux.

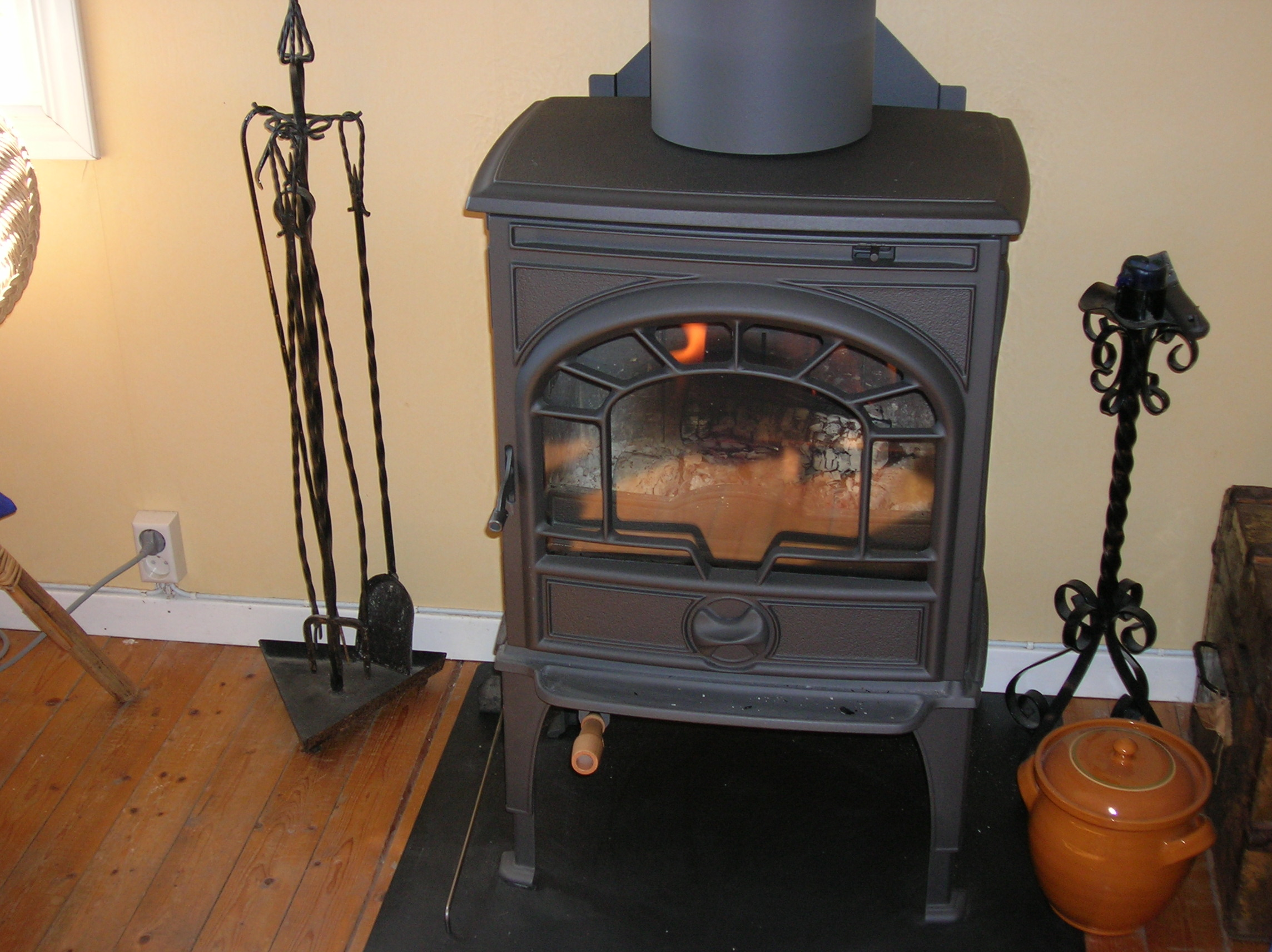
Accessoires d'un poêle à bois dont un tisonnier sur un serviteur
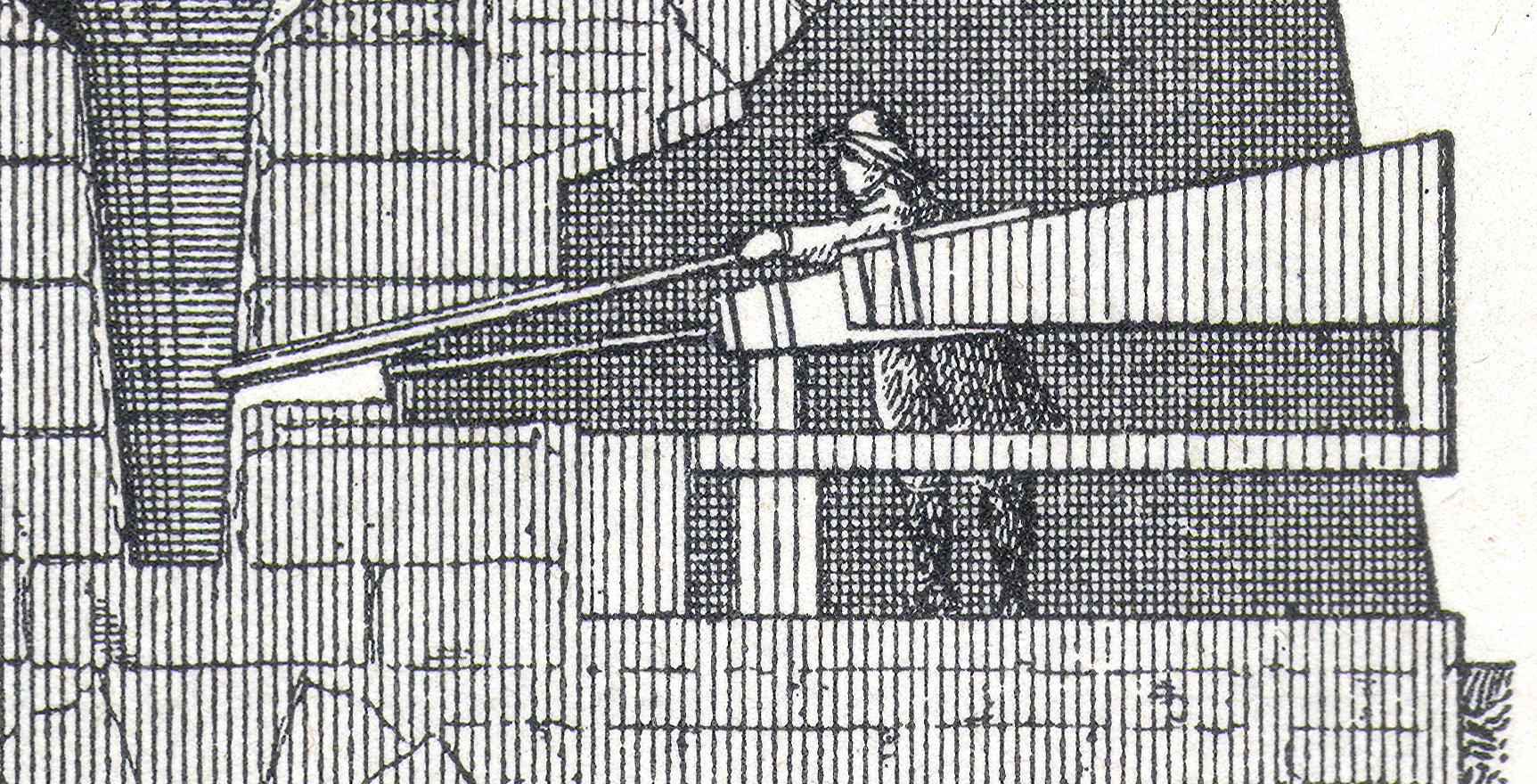
Ouvrier manipulant un ringard
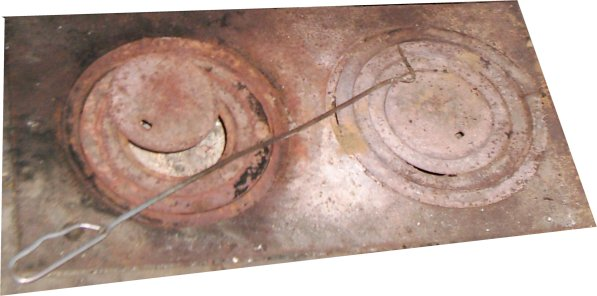
Tisonnier pour soulever la plaque d'une cuisinière

## Histoire
Les tisonniers ont théoriquement été inventés immédiatement après la découverte du feu au Paléolithique inférieur. Ils sont probablement à l'origine fabriqués à partir du même matériau que le combustible du feu, c'est-à-dire en bois sous la forme d'une branche épaisse puis en fer à l'âge du fer, comme le suggèrent des études d'archéologie expérimentale.